# Kena: Bridge of Spirits
Kena: Bridge of Spirits é um jogo eletrônico de ação-aventura desenvolvido e publicado pela Ember Lab. A história segue Kena, uma jovem guia espiritual que usa suas habilidades mágicas para ajudar pessoas falecidas a passar do mundo físico para o espiritual. O jogo é apresentado através de uma perspectiva em terceira pessoa. O jogador usa o cajado de Kena para atacar os inimigos e sua habilidade de pulso para se defender de ataques. Eles têm a tarefa de coletar pequenos companheiros espirituais conhecidos como Rot, que ajudam a completar tarefas e lutar contra os inimigos.
O desenvolvimento do jogo foi liderado pelos irmãos Mike e Josh Grier, fundadores da Ember Lab. Depois de passar vários anos criando comerciais e aplicativos de marca, a equipe de desenvolvimento mudou para a criação de um jogo eletrônico original. Eles fizeram parceria com a Sony Interactive Entertainment para um acordo de exclusividade de console e aumentaram a equipe para quinze funcionários principais. A arte do jogo foi criada em colaboração com o estúdio de animação vietnamita Sparx, e seu mundo ficcional é inspirado em locações orientais como Japão e Bali. A trilha original foi composta por Jason Gallaty, que colaborou com o grupo balinês Gamelan Çudamani para criar reverentes músicas de gamelão.
Kena: Bridge of Spirits foi exibido no Festival de Cinema de Tribeca. Após alguns adiamentos, em parte devido à pandemia de COVID-19, o jogo foi lançado em 21 de setembro de 2021 para Microsoft Windows, PlayStation 4 e PlayStation 5. Recebeu avaliações positivas, com elogios direcionados ao seu design artístico, música original e o uso do Rot; os críticos ficaram divididos quanto à jogabilidade, narrativa e personagens.

## Jogabilidade
Kena: Bridge of Spirits é um jogo eletrônico de ação-aventura jogado de uma perspectiva em terceira pessoa. O jogador controla Kena, uma jovem guia espiritual com habilidades mágicas. Em combate, o jogador usa o cajado de Kena para ataques leves, pesados e carregados. Uma atualização transforma o cajado em um arco, que pode ser usado para atacar inimigos, agir como um gancho ou acertar cristais para resolver quebra-cabeças. Ao se defender contra inimigos, o jogador pode ativar a habilidade de pulso de Kena, que atua como um escudo e tem um medidor de vida que se esgota quando atacado; também serve para fornecer pistas e ativar objetos, e um upgrade permite que jogador avance, o que pode ser usado para atravessar barreiras para o Reino Espiritual, desviar de ataques e atordoar inimigos, bem como corporificar inimigos espirituais. Ativar a habilidade de pulso antes de um ataque atordoa o inimigo. O jogador também ganha a habilidade de usar Spirit Bombs, que podem ser usados para fazer flutuar rochas cintilantes para plataformas ou como um ataque contra inimigos.
O jogador tem a tarefa de coletar pequenos companheiros espirituais conhecidos como Rot. Eles podem ser direcionados para tarefas completas, como mover objetos, assumir certas formas ou distrair os inimigos. O jogador deve causar danos aos inimigos antes que Rot desenvolva coragem suficiente para entrar em batalhas. Direcionar Rot para completar uma tarefa durante a batalha gastará Coragem, que pode ser recuperada continuando a atacar os inimigos e recolhendo a Coragem que foi perdida. Rot pode infundir as flechas ou bombas do jogador para fornecer um ataque mais forte. Rot pode ser personalizado com diferentes chapéus, que são descobertos completando tarefas ou abrindo baús; quando descobertos, eles se tornam disponíveis no Rot Hat Cart, onde podem ser adquiridos usando joias ganhas e descobertas em todo o mundo do jogo. O jogador também ganha Karma ao completar tarefas e encontrar itens colecionáveis, que são usados para desbloquear upgrades e habilidades, como ataques mais poderosos ou um escudo mais forte. Em todo o mundo, o jogador pode descobrir Spirit Mail, que é usado para desbloquear áreas dentro da vila e libertar os espíritos dentro. O jogador também pode encontrar locais para meditar; isso aumentará sua barra de vida no geral. O jogo utiliza o feedback tátil do controle DualSense para recursos como o Spirit Bow de Kena.

## Desenvolvimento
Kena: Bridge of Spirits foi desenvolvido pela Ember Lab, um estúdio independente com sede em Los Angeles. Fundado em 2009 pelos irmãos Mike e Josh Grier, o estúdio trabalhou em vários comerciais animados e aplicativos de jogos de marca, e em 2016 lançou um curta viral baseado em The Legend of Zelda: Majora's Mask intitulado Terrible Fate. A equipe de desenvolvimento sentiu que criar um jogo eletrônico era o "próximo passo natural". Junto com uma pequena equipe, Mike usou sua experiência com programação para criar um protótipo ao longo de vários anos, antes de empregar uma equipe com experiência maior em desenvolvimento. Assim que o protótipo foi concluído, a equipe começou a vender para potenciais parceiros de publicação com a ajuda da veterana da indústria Tina Kowalewski. Eles descobriram que vários editores estavam familiarizados com seu trabalho em Terrible Fate. Cerca de oito meses após sua primeira rodada de apresentação, a Ember Lab assinou um contrato exclusivo de console com a Sony Interactive Entertainment em outubro de 2017. A equipe cresceu para quinze funcionários principais, com ajuda adicional terceirizada de outros estúdios.
Em outubro de 2020, o ex-designer Brandon Popovich afirmou que a Ember Lab não o compensou totalmente por seu trabalho no jogo e falhou em honrar as promessas feitas em relação a equidade e uma promoção; uma fonte anônima fez reivindicações semelhantes, acusando a empresa de horas extras não pagas e promessas não cumpridas de um cargo de tempo integral. A Ember Lab respondeu, alegando que tinha registros de todas as faturas sendo pagas e negando qualquer promessa de equidade ou promoções.

### Arte
Para a arte do jogo, a Ember Lab fez parceria com o estúdio de animação vietnamita Sparx. A equipe visitou o estúdio no Vietnã no início do desenvolvimento para garantir um processo tranquilo. O artista de ambiente principal Julian Vermeulen, que trabalhou com Mike Grier no protótipo original em 2016, trabalhou com os dois estúdios. Um protótipo inicial usava o motor de jogo Unity, mas depois mudou para a Unreal Engine 4. A maior parte do desenvolvimento ocorreu no PlayStation 4; a equipe não tinha certeza se receberia um kit de desenvolvimento do PlayStation 5, mas a Sony acabou aprovando. A equipe queria fazer uma "experiência rica" que pudesse ser concluída em um final de semana. O mundo fictício do jogo é inspirado em vários locais do Leste, incluindo Japão e Bali. Os símbolos ao longo do jogo são inspirados nas culturas japonesas e do sudeste asiático. O designer de combate James Beck, que começou no projeto como animador e artista de iluminação/sombreamento antes de fazer a transição para o combate, sentiu que trabalhar nas animações dos personagens e no comportamento dos inimigos simultaneamente levou a uma integração mais perfeita.

### Designde personagens
Os protótipos anteriores do jogo focavam nos Rot como antagonistas e não apresentavam Kena. Quando a equipe criou Kena, ela era inicialmente mais jovem — cerca de sete ou oito anos — mas eles sentiram que a história e os temas exigiam um protagonista mais experiente e maduro. Ela originalmente não tinha muitos poderes e dependia mais do Rot para completar as tarefas, o que Mike Grier comparou ao jogo A Boy and His Blob, de 2009. Depois de explorar mais conceitos, a equipe tornou Kena forte por conta própria, mas mais poderosa quando se juntou ao Rot. O designer principal de personagens, Vic Kun, projetou a aparência de Kena para combinar com o mundo e, ao mesmo tempo, se destacar. Em um ponto, Kena tinha uma longa capa, mas sua animação foi considerada muito perturbadora e substituída por um xaile. Kun pretendia que suas roupas fossem assimétricas, feitas à mão e práticas. Os personagens do jogo foram animados à mão usando animação de quadro-chave para adicionar personalidade mais detalhada. A equipe queria que o jogador se sentisse conectado ao Rot usando sutilezas de emoção durante o jogo, e usar esse vínculo para uma jogabilidade de combate eficaz. O protótipo 3D original de Kena foi construído por Rodrigo Gonçalves, que aprimorou a renderização em tempo real em detalhes como o cabelo da personagem. A equipe também colaborou com Carlos Ortega no trabalho de personagens 3D. Para o cabelo de Kena, a equipe descobriu uma mistura entre geometria sólida (para iluminação eficaz e formas definidas) e planos alfa (para detalhes de cabelo individuais). Trabalho semelhante foi aplicado às roupas e cajado de Kena, com o objetivo de refletir a tradição e devoção da personagem. A equipe criou uma biblioteca digital de expressões animadas para Kena, permitindo refinamento e consistência na personagem.
Kena é uma jovem asiática. Josh Grier disse que a equipe "sempre planejou uma personagem principal única que os jogadores não tinham visto antes". Dewa Ayu Dewi Larassanti, dubladora de Kena, originalmente se envolveu no projeto por meio de seus pais, que fundaram o grupo balinês Gamelan Çudamani e trabalharam com a Ember Lab na trilha sonora do jogo; Larassanti tocou em algumas das canções. Larassanti foi escolhida para o papel em parte devido às suas conexões com as culturas balinesa e americana, tendo frequentemente viajado entre os dois países quando criança. Larassanti sentiu que os temas do jogo estavam alinhados com suas experiências de vida em Bali e usou seu conhecimento da cultura balinesa de seu pai ao interpretar Kena; por exemplo, ela falava em um tom mais suave e formal ao interagir com os mais velhos. Da mesma forma, ela tratou os Rot como os balineses tratam os Sesuhunan, os espíritos sagrados de quem eles costumam pedir bênçãos e proteção. Larassanti sentiu que seus estudos — especialização em artes e culturas mundiais e especialização em etnomusicologia na Universidade da Califórnia em Los Angeles — ajudaram a "abrir [sua] mente" para o papel. Larassanti costumava ensaiar com sua mãe, também dubladora, antes de se apresentar para o papel. Ela também estudou as interações entre atores em jogos como Grand Theft Auto, bem como sons estáticos ou de luta de séries de animação como Avatar: The Last Airbender e The Legend of Korra. A fisicalidade do papel levou Larassanti a se mover durante a gravação, muitas vezes batendo no microfone ou nas paredes da cabine de gravação. Ela discutia intencionalmente com seu irmão antes de gravar sequências de combate, a fim de tornar sua performance mais crível. Ela executou a maior parte de suas gravações em meados de 2020.
Por sua interpretação como Taro, Tod Fennell "tornou [sua] voz um pouco mais vulnerável" para contrastar com a versão corrompida de Taro (interpretada por um ator diferente). Ao retratar a dor e o pesar de Taro, Fennell lembrou seus sentimentos de "raiva, vulnerabilidade, tristeza e culpa" que sentiu aos 23 anos quando sua mãe morreu. Ele disse que, depois de perder um ente querido, "é realmente difícil não repetir o que você acha que deveria ou poderia ter feito de forma diferente". Fennell sentiu que trabalhar com uma equipe menor na Ember Lab tornou o processo de sua performance mais "acessível", e ficou surpreso com a duração e conteúdo do roteiro em comparação com seu trabalho anterior em jogos eletrônicos. Devido à pandemia de COVID-19 que evitou viagens, a Ember Lab enviou equipamento de gravação para a casa de Masashi Odate no Japão para gravar suas falas para Toshi; enquanto gravava cenas de luta, ele foi visitado por um guarda de segurança preocupado. Para seu papel como Saiya, Sam Cavallaro se inspirou em sua própria vida como uma irmã mais velha protetora. Ela gravou suas falas enquanto falava com a equipe de desenvolvimento no Zoom.

### Música
A trilha sonora original do jogo foi composta por Jason Gallaty. Gallaty estava ouvindo música do grupo balinês Gamelan Çudamani para se inspirar, e em 2017 procurou uma colaboração, querendo permanecer respeitoso com a cultura. A diretora associada e vocalista principal de Çudamani, Emiko Saraswati Susilo, inicialmente hesitou, não querendo que a música tradicional de gamelão fosse apresentada em um jogo, mas concordou em colaborar após falar com a equipe e ressoar com os temas do jogo. Gallaty e Mike Grier viajaram para Bali para gravar com o grupo. O diretor fundador de Çudamani, Dewa Putu Berata, criou composições originais baseadas em filmagens e descrições do jogo. Quando Gallaty apresentava amostras de música sacra, Berata o informava se era inadequada e, em vez disso, criava uma nova composição com um sentimento semelhante. O jogo apresenta música com vozes de Larassanti, filha de Susilo, que dublou Kena. Apesar de ser influenciada pelos filmes da Disney, a equipe evitou apresentações musicais dentro do título para manter o jogo mais fundamentado.